# 民族國家
民族国家（英語：Nation-state），亦稱國族國家、國民國家，由國族（Nation）形成的國家（State），國家内绝大多数人群都保有同一认同，并共享相同文化。支持民族國家的意識形態稱為民族主義，理想中的民族国家只有一种民族团体和一种文化传统，但现当代绝大多数国家都属于多元族群国家，因而也有史蒂夫·史密斯等人在《世界政治的全球化》提出虽然“民族国家”概念应用广泛，但现实中并不存在真正的民族国家。
民族国家是政體的一种形式；民族则是共同體的認同概念，其來源可以是共享的體制、文化、或族群。民族国家这个概念應此包括以公民民族主義及種族民族主義等不一样的思維，主要取決於認同概念的形成要素。所謂的單一民族国家，所有公民共享同一价值、歷史、文化、或语言；不論是繼承前帝國/王國的統治範圍或者是當代全球化的移民現實來說，少有国家符合此類型。因此，當代民族国家常為多民族國家，而今日多元文化主義常用來形塑及爭取對體制的認同，而非民族，但按國家族群比例的多寡，一國對於外來移民的包容程度也會不同。

## 理论

### 民族国家的定义
根据《布莱克威尔社会学百科全书》，“民族国家”一词最早用来描述一个政治实体其边界恰好大致吻合一民族的分布疆域，而在后来指代坚信自己有着共同相关祖先的人类集群。“民族国家”一词原本用来区分诸多国家类型中的特定类型，但是由于当代“民族”和“国家”的混淆，诸如联合国（United Nations）等国家或组织使用“民族”来指代“国家”，“民族”几乎等同于“国家”的同义词，这种区别越来越不明显。虽然世界上只有10%左右的国家保有着充分的族群单一性，但越来越多的人开始使用“民族国家”指代所有的国家。:3142
而由于国家和民族的混淆，民族主义和爱国主义也变得难以区分，前者属于对于民族的忠诚，而后者主要面向政权，民族主义和爱国主义的同质化在一些政治、文化以及人数上民族单一性较强的国家尤为明显，在这些国家虽然也存在着其它民族，但诸如中国的汉族、俄罗斯的俄罗斯族、马来西亚的马来族以及联合王国的英格兰人等民族越发将国家视作己民族之所有:3142

### 国家与民族的关系
国际法中，“民族”一词并不存在明确而广为接受定义，而“国家”则在《蒙得维的亚公约》有着界定，必须要有常住的人民、一定的领土、治理的機構、與其他國家往來的能力大要素。“民族”则和国族认同相关联，“民族”概念缺乏统一界定，但无论是建构主义还是原初主义学者提出的民族定义一般都会用到“共同體”、“有限”、“主权”三词，这恰恰与“国家”定义的前三种要素相符合，然而这些定义缺乏对于国际交往的界定，因而根据定义“民族”更多是一种内部事务，同时《公约》也没有规定国家必须基于一种文化或认同；时至今日，许多国家都十分抵触别国对于本国文化和认同事务的干预，认为这些事务属于本国内政。虽然依照《公约》，国家并不需要以民族为基础，对于国家内部的民族事务主要适用非干涉原则；但从国家本身而言，民族可以让国家产生一种归属感，对于建立管理本国人们的政权至关重要，如果国家缺乏民族的支持则一般只能通过威权或强制手段以维持其统治。
长期以来，人们就在潜移默化中认为民族和国家应当成为一个统一体，国家中只能有一种民族，而这一民族就只应当居住并归属于她所处的国家，民族必须获得自治，而终极的自治就是获得独立。作为民族主义和单一民族国家诞生地的欧洲，早在18世纪德国的赫尔德就认为“最自然的国家，莫过于具有一个民族特点的一个民族”；而黑格尔更是认为“只有形成了国家的民族才具有更高的品格，民族绝不是为了产生国家而存在的，民族是由国家创造的”；与之相对，埃里希·奥尔巴赫则认为“是民族创造了国家，而不是国家产生了民族……只有当一个民族按照自己的形象和需要建立起一个国家，它才是完美无缺的”。这些说法虽然在民族起源等方面存在分歧，但都无一例外认为理想化的共同体是民族和国家的重合，而这一理想化的概念就是西方眼中“民族国家”的概念。建设单一民族国家的想法不仅贯彻在欧洲历史中，也出现在很多多民族国家中，例如苏联也提出过建立“苏维埃民族”，印度虽然族群十分多样化但其官方也主张自身为一个民族，“国族建设”（nation-building）也是许多独立后国家所面临的问题，例如马来人、华人为主的马来西亚就有过建设“马来西亚人的马来西亚”的呼声。
根据各国“民族”与“国家”产生的先后关系，大部分“民族国家”又可以细分为“民族国家”和“国家民族”两类：在许多发达国家，民族的身份认同早于国家出现，因而这些国家或可被称作“民族国家”（nation-states）；而在发达国家之外很多国家的民族意识要等到政治体系建立以后才逐渐产生，这些国家或可被称作“国家民族”（state-nation）。从另一方面看，国家在民族建构过程中或许扮演者重要角色，民族主义者希望获得官方的支持，得到上流社会的认可，并过滤下层的影响。

### 民族国家与之前的国家
所谓的在现代民族国家之前兴起的国家，或言之传统国家，依照艾森斯塔德的划分，有城邦、封建国家、世袭帝国、和官僚帝国等诸多类型，在吉登斯看来传统国家的存在依赖于权威资源和配置资源产出，本质上可以维持的政治权威十分有限，无论是大型帝国还是小型的城邦，其对于民众的控制程度较之于现代相对较低，即便城邦被纳入更大的帝国中，城邦也可以保持较大程度的自主，在民族国家诞生之前很少有国家能做到行政能力和自己划分的疆域保持一致，即便中国和罗马的城墙也只是边境地带的警戒线而不是现代的“国界”。吉登斯进一步指出，民族国家能够对于其划定的疆界垄断行政权力，依托于法律制度和一系列对内和对外的暴力手段实施直接控制，以支持其统治。:79-104,147
厄内斯特·盖尔纳也持相似的观点，依照韦伯对于国家的定义，“国家是社会中掌握合理使用暴力权力的垄断机构”，历史上很多非中央集权国家都不符合韦伯的国家定义，譬如在封建国家中领主可以容忍自己的臣属相互征伐——现代国家是民族产生的前提，只有现代国家才会有民族问题，如果一个国家不是现代国家，那么就不存在国家边界是否同民族疆域吻合的问题，也不用去考虑统治者和被统治者是否属于同一民族的问题。在工业时代之前的农业社会中，韦伯所说的现代“国家”是可有可无的存在，而到了工业社会中则成为了必不可少的存在，其中某些国家就会产生民族问题。:4-7

### 国族认同、民族自决和理论反思
理想中的“民族国家”的居民来自同一族群，说同一种语言，拥有同一文化和宗教，其居民是单一的，但现实中存在的国家大多数属于多族群构成，因而也有史蒂夫·史密斯等学者质疑现实中并不存在真正的民族国家。建立在西方公民社会上的民族国家，正如哈贝马斯所言“由国家公民组成的‘民族’（Staatsbürger-nation）和由人民所构成的‘民族’（Volknation）之间的差异，也体现了民主的民族国家的伟大成就”，西方民主的民族国家通过法律确定公民资格，维系其社会团结，将社会中的所有团体都纳入其共公民范畴，用公民概念涵盖民族概念，因而没有将民族关系纳入宪政的整体考虑范围内。
然而这一种理论很大程度反映了西方文化上趋同的历史和单一民族国家治理理念，在杜文忠教授看来并不具有普适性，西方自由社会建立在社会的集体共识之上，而社会中如果存在一个彼此不同的多元文化则必然会有其集体目标并形成其集体道德，这种道德会引导集体成员对不认同其集体目标的族群产生歧视，与社会所公认的自由权利相抵触，造成现实中的不公正——同时如果试图去照顾这些受到歧视的集体，则可能产生泰勒所说的“现实中的别扭”，可能会剥夺这些集体的基础权利。这种模式过去曾经被用作本国国民奴役殖民地人民的依据，而殖民地社会在获得自由后，多元社会的族群现实又和政党政治相互纠缠，自由理所当然成为不同族群自治独立的理据，造成整个社会缺乏向心力，缩小了其文化、经济的发展空间，本质上也没有解决多元社会间族群对立的现实——强调民主时，社会就会冲突与矛盾；强调自治自决时，社会又回陷入极端民族主义和分裂主义的危机。

## 历史

### 民族国家的起源和背景
民族国家的起源和早期历史有争议。一个重要的理论问题是民族和国家谁产生谁：民族主义者认为民族首先形成。民族主义是民族要求其合法主权而形成的，而民族国家则符合了这个要求。一些民族主义的“现代理论”也认为民族认同主要是政府政策的一个产品，政府使用这个政策来统一和现代化已经存在的国家。大多数理论认为民族国家是一个19世纪的欧洲现象，它是大众文学和早期的大众媒体的结果。但是历史学家也注意到较早出现的比较统一的、拥有一个共识特征的国家，比如英国、葡萄牙和尼德兰。而民族国家的成型，大多认为始自1648年欧洲各国达成《威斯特伐利亚和约》。
在霍布斯鲍姆看来，现代性是现代民族国家最显著的特征，作为民族国家基础的民族及民族认同则是近代以来相当晚近的产物。虽然对于民族和国家之间的谁产生谁的因果关系，学术界尚存在关系，但是一般而言都认可民族主义起源于欧洲，欧洲在英国革命、美国革命、法国大革命中诞生了最早的民族国家。在近代以前，欧洲没有民族的概念，因而也没有现代意义上“国家”。在封建时代，只有对于城市、地方、领主效忠的意识，英格兰、法兰西、德意志等今天为人所熟知的国名在当时仅仅是一个地理概念，君主缺乏实际上的权力，而作为基督教代表的教宗统领着这一基督教世界。后来，随着资本主义的发展，王权不断加强，从而形成了所谓的王朝国家，王朝国家最终取代了基督教势力成为了主流的政治形式。随着经济社会进一步发展，统一的国内市场和国家经济将国内的居民通过经济纽带把联系在一起，民族语言和文化的形成促进了国内居民内部的交流和合作，促进了民众共同心理和价值观念的形成，最终形成了民族——新生的民族同原先的王朝国家不断冲突，最终形成了国家和民族相互支持的民族国家体制。
历史上国家（state）一词既在18世纪的欧洲经典的非民族国家包括多民族的帝国如奥匈帝国、俄罗斯帝国和奥斯曼帝国以及众多小的、今天被看作多民族的国家。多民族帝国全部是君主制的国家，其元首为一国王、皇帝或者苏丹。在多民族国家里有许多民族并存，他们分别说许多不同的语言。一般一个民族在这样的国家里占支配地位，其语言一般也是公共管理所使用的语言。统治王朝一般也属于这个民族，但也有些不属于这个民族。这样的国家并非欧洲独特的，在所有的大陆上均有过这样的帝国存在过。一些小的欧洲国家的民族不这样多样化，但它们一般也是君主制国家，有一个统治王朝。通过王朝之间的婚姻这些国家可能与其它国家合并或者扩张。有些欧洲国家（尤其在德意志、德国）的小国家非常小，它们被其邻国承认为独立国家，拥有自己的政府和法律。有些这些国家由大公或其它形式的世袭统治者统治，有些则由主教或修道院院长统治。因为它们非常小，因此其居民没有不同的语言和文化，而是与邻近地区的居民拥有相同的语言。

### 传播和扩散
本尼迪克特·安德森认为民族是一个“想像的共同体”（imagined communities，其成员无法全部互相认识），民族主义的主要目的在于制造这样一个设想的群体来减少接触特别的书面语言（即拉丁语）所带来的特权，此外这个运动放弃了君权神授的主义。它促进了资本主义系统中印刷媒体的出现。这些民族国家是“国家制造”的理论强调一些特别的国家的形成如法国和英国。这些国家从一个核心地区出发扩展，产生了一个民族意识和一个民族认同的感觉。它吸收了周边地区（比如威尔士、不列颠尼亚、阿基坦等）。在19世纪这些地区文化又获得了一次复苏，这在20世纪里导致了这些地区的自主运动。
有些国家如德国和意大利至少是19世纪里通过民族主义的政治运动产生的。在德国和意大利形成前当地有许多（部分非常小）的国家。其共同认同来源于文化运动，比如在德语国家中很快获得政治力量的“民族运动”。在这两个国家里民族意识和民族运动显然出现于民族国家之前。
民族国家的主意是通过现代国家体系的产生而诞生的。由于《威斯特伐利亚和约》在这个过程中的作用这个现代的国家体系也被称为“威斯特伐利亚体系”。这个系统的特征是“势力平衡”，其基础是明确规定的、中央控制的、独立的国家（不论是帝国还是民族国家）之间对对方的主权和领土的尊重。威斯特伐利亚体系并没有创造民族国家，但是民族国家满足这个体系对国家的要求（前提是民族国家之间没有领土问题）。
在浪漫主义时期民族国家获得了其哲学理论基础。19世纪里对族群和人种来源的腔调使得国家的定义也开始使用这方面的理论，导致了民族国家的产生。随着殖民帝国主义和大陆帝国主义的发展种族主义随之进入，尤其在大德意志和大斯拉夫运动中体现出来。种族主义和民族主义的联系的顶峰是20世纪的法西斯主义和纳粹主义运动。国家与民族的联系尤其在“人民国家”（德语）这样的概念中体现出来。纽伦堡法案这样的立法是法西斯主义民族国家如纳粹德国与非法西斯主义民族国家之间的主要区别。很显然，少数民族不再是人民的一部分，因此在国家里没有合法角色。在德国犹太人和罗姆人均不是人民的一部分，因此受到迫害。德国的《国籍法》按照德国祖先来定义德国人，将所有非德国人排除在人民之外。在一定程度上德国的国籍法至今依然有这个趋势。

### 当代发展
近年来民族国家对其边境内绝对主权的要求受到许多批评。第二次世界大战后的国际政治系统基于国际法和超国家的政治集团。非国家群体如跨国企业和非政府组织（NGO）越来越磨灭民族国家的经济和政治力量，也许会导致其最终的消失。

## 国内政治

### 少数族群和公民权
与“一个民族，一个国家”的理论最明显的差别就是少数民族的存在，尤其是明显不是主体民族成员的少数民族。民族主义者对民族的定义总是排外的，没有一个民族的成员是开放的。在大多数情况下其定义总是与周边民族的差异，包括与住在自己边界内的其他民族的差异。
民族国家内对少数民族的负反应可以从文化吸收、排除、迫害、暴力一直到种族灭绝。吸收一般是国家强迫的，但是暴力有时不是国家促使，有时它是动乱的一种形式。民族国家对历史上一些对少数民族的權利造成無可補救的破坏，導致第一次世界大戰和第二次世界大戰的爆發，戰爭期間出現种族灭绝和針對少數民族的大屠殺，包括臭名昭著的猶太人大屠殺。二戰後，基于戰爭的教訓，许多歐洲的民族国家開始接受少数民族为其構成一部分，並在法律上實行反對種族主義的任何歧視政策，以保護少數族群的權利。比如索布人生活在德国境内，在历史上没有自己的疆域。今天他们被看作是德国人的一部分，被德国接受，他们的文化权利受到宪法的保护，反猶太主義及納粹在德國被列為仇恨犯罪。但羅姆人在不少國家仍沒有法律保障的地位。在世界上，上千少数民族仅有少数获得这个级别的接受和保护，部分更毫無法律地位。

## 国际政治与全球化

### 冲突和战争
冰岛不但有一个明确的边界，而且其居民也自认为是冰岛人。但是许多民族国家的部分疆域也被其它民族国家或者民族主义运动看作自己的疆域。这些领土要求的程度不同：有些顶多是一个建议，有些甚至支持武装的分裂主义组织。比利时是一个典型的有争议的民族国家的例子。比利时是1830年从荷兰分裂出来的，其北部的弗拉芒人说荷兰语。他们有非常强烈的弗拉芒认同，将自己看作一个独立的民族和文化，当地也有非常强烈的分裂运动。南部的瓦隆人从语言（法语）和区域上与弗拉芒人均有区别。除此之外在比利时还有一个全比利时的民族主义，在荷兰和佛兰德有大荷兰的意识，在東部还有一些说德语的地区，这些地区在1920年前曾经被普鲁士占领，在1940年至1944年又被德国吞并。
在一个非常大的国家里往往有许多互相竞争的要求，往往也有多个分离主义运动。这些运动往往质疑这个大国家是一个真的民族国家，有时甚至会将它指责为一个帝国。事实上不存在客观的、判决这些要求是否正确的标准。一个大民族国家必须将其民族的定义放在一个广的基础上。比如中华人民共和国使用中华民族来定义其居民。同时它也承认在其境内有一个汉族的主要民族和55个少数民族。
一般情况下这样的争论并不影响一个国家民族国家的特征。但是假如居民中大部分否认其民族认同的话，这样一个国家的合理性就成问题了，其政府的效应也会受到影响。比利时是这样一个国家的代表。假如一个国家的合理性完全丧失，其结果在严重的情况下会是内战。其结果可能是重建一个民族认同，或者是产生一或多个新的国家。

### 国家建立、独立和统一
理想民族国家的边界包括所有该民族成员的居住地。实际上总是会有住在境外的成员。有时部分民族的本土也在境外，被“外族”居住。对这个现象的反应可能会导致民族统一主义，即要求占领应该的领土，将它并入自己的民族国家。一般在一个民族的部分成员住在邻国时会出现民族统一主义的呼吁。有时这个呼吁也会包括当前没有本族居住的、但是本族过去曾经居住过的或者在那里说同一民族语言的、受到本族文化影响的、与本族国家地理上形成一个整体的区域。此外还可能有许多其它的理由。过去的仇恨也可能介入这样的领土要求（复仇主义）。有时民族统一主义与大民族主义的区分很小。两者均要求一个族群和文化的民族被包含在同一个国家里。但是大民族主义往往不仅限于一个特别的民族。比如大德意志主义的要求是建立一个大德意志国家，而这个国家里也包括奥匈帝国内的许多斯拉夫人。
一般来说民族统一主义要求首先由非国家的民族主义运动成员提出，然后被国家采纳。这些要求总会导致关系紧张，占据领地的行动几乎总是战争原因。往往这样的要求是在两国交恶已久时提出的。民族统一运动一般总是绘制地图，要求民族领地，建立一个大民族国家。这个领地要求在其宣传中总是起一个中心作用。
民族统一主义与对远洋殖民地的要求不同。这些殖民地一般不被看作是民族国家的本土。

### 引用
1. 1 2  . 联合国教科文组织.   [2020-06-07]. （原始内容存档于2017-11-26） （英语）.
2. 1 2  Ritzer, George (编). . . Oxford, UK, Malden, USA and Carlton, Australia: Blackwell Publishing Ltd. 2006: vii–vii. ISBN 978-1-4051-2433-1.
3. ↑  Grotenhuis, René. . . Amsterdam University Press. 2016: 25–44  [2020-06-09]. ISBN 978-94-6298-219-2. （原始内容存档于2021-06-10）.
4. 1 2  王缉思. . 欧洲研究. 1993, (5): 14–19  [2020-06-07]. （原始内容存档于2020-08-04）.
5. ↑  Rejai, Mostafa; Enloe, Cynthia H. . International Studies Quarterly. 1969, 13 (2): 140–158  [2020-06-07]. ISSN 0020-8833. doi:10.2307/3013942. （原始内容存档于2020-06-09）.
6. ↑  紀登斯, A. . 胡宗泽/赵力涛翻译. 上海: 生活·读书·新知三联书店. 1998: 427. ISBN 7-108-01140-9.
7. ↑  Gellner, Ernest.  第一版. 北京: 中央编译出版社. 2002. ISBN 7-80109-527-8. OCLC 222437105.
8. 1 2  杜文忠. . 民族研究. 2002, (6): 1–8  [2020-06-17]. （原始内容存档于2020-06-17）.
9. ↑  韩水法. . 读者. 1998, (7)  [2020-06-17]. （原始内容存档于2020-06-17）.
10. ↑  霍布斯鲍姆; 李金梅.  第1版. 上海: 上海人民出版社. 2000. ISBN 7-208-03408-7. OCLC 47225698.
11. ↑  周平. . 政治学研究. 2010, (3): 85–96  [2020-06-10]. （原始内容存档于2020-08-04）.
12. ↑  参见汉娜·阿伦特的《极权主义的起源》
13. ↑  White, Philip L. (2006). 'Globalization and the Mythology of the Nation State', In A. G. Hopkins, ed. Global History: Interactions Between the Universal and the Local Palgrave Macmillan, pp. 257–284
14. ↑  .   [2007-01-31]. （原始内容存档于2007-09-27）.

### 书籍
- 贾英健 著：《全球化背景下的民族国家研究》社科出版社，ISBN 7-5004-5410-4
- 紀登斯, A. . 胡宗泽/赵力涛翻译. 上海: 生活·读书·新知三联书店. 1998: 427. ISBN 7-108-01140-9.
- 江宜樺. . 台北: 扬智文化. 1998: 256. ISBN 9789578446663.